# Guaduamyrsmyg
Guaduamyrsmyg (Myrmotherula iheringi) är en fågel i familjen myrfåglar inom ordningen tättingar.

## Utbredning och systematik
Iheringmyrsmyg delas in i två underarter:
- Myrmotherula iheringi heteroptera – förekommer i sydvästra Amazonområdet i Brasilien, väster om Madeira River i Amazonas och västra Acre, samt intilligande östcentrala Peru
- Myrmotherula iheringi iheringi – förekommer i sydcentrala Amazonområdet i Brasilien mellan floderna Madeira och Tapajós
- Myrmotherula iheringi oreni – sydvästra Amazonområdet, i sydöstra Peru, norra Bolivia (Pando) och intilliggande Brasilien (östra Acre)

## Status
IUCN kategoriserar arten som livskraftig.

## Namn
Fågelns vetenskapliga artnamn hedrar Hermann Friedrich Albrecht von Ihering (eller Jhering, 1850-1930), tysk zoolog och samlare av specimen i Brasilien 1880-1920. Tidigare kallades den iheringmyrsmyg även på svenska, men tilldelades 2024 ett mer informativt namn av BirdLife Sveriges taxonomikommitté.